# Federico Tedeschini
Federico Tedeschini (12 de outubro de 1873 - 2 de novembro de 1959) foi um cardeal italiano da Santa Igreja Romana que serviu como Datárico Papal na Cúria Romana de 1938 até sua morte, e foi elevado ao cardinalato em 1933 in pectore (publicado em 1935) por Papa Pio XI.

## Biografia
Nascido em Antrodoco, Tedeschini estudou no seminário de Rieti e, junto com seu colega teólogo Eugenio Pacelli, mais tarde foi o Papa Pio XII, no Pontifício Seminário Romano, antes de ser ordenado sacerdote em 25 de julho de 1896. Ele então serviu como um sacerdote. Seminário professor e canon teólogo da catedral capítulo em Rieti até 1901. Pe. Tedeschini foi elevado à categoria de Privy Chamberlain de Sua Santidade em 6 de novembro de 1903, e Chanceler da Secretaria de Briefs na Cúria Romanaem 20 de outubro de 1908. Ele se tornou Substituto para Assuntos Gerais, ou vice, do Secretário de Estado em 24 de setembro de 1914.
Em 31 de março de 1921, tornou-se núncio apostólico na Espanha e em 30 de abril de 1921 foi nomeado arcebispo titular de Naupactus pelo Papa Bento XV. Ele recebeu sua consagração episcopal no dia 5 de maio seguinte, do próprio Papa Bento XV, com o arcebispo Giovanni Nasalli Rocca di Corneliano e o bispo Agostino Zampini, OSA, servindo como co-consagradores, na Capela Sistina. Durante seu mandato como núncio, Tedeschini fundou a Ação Católica Espanhola. Com a Espanha à beira da guerra civil, o Papa Pio XI secretamente (in pectore) elevou-o ao Colégio dos Cardeais em 13 de março de 1933. Sua nomeação foi publicada no consistório de 16 de dezembro de 1935, e ele se tornou Cardeal-Sacerdote de Santa Maria della Vittoria. Ele foi nomeado Datary Papal em 25 de fevereiro de 1938, e serviu como um cardeal eleitor no conclave papal de 1939 que selecionou o Papa Pio XII.

### Tedeschini e Papa Pio XII
O Papa Pio XII apreciou em seu ex-aluno "uma qualidade muito especial de espírito e coração".  Ele nomeou-o seu sucessor como arcipreste da Basílica de São Pedro em 14 de março de 1939. Ele foi nomeado cardeal-bispo de Frascati em 28 de abril de 1951. Em 1950, Pio XII agradeceu a participação de Tedeschini na preparação da proclamação da Dogma da Assunção da Virgem Maria e destacou o seu papel na Constituição Apostólica Munificentissimus Deus. Compartilhando uma afeição especial pela Virgem Maria, o Papa Pio XII pediu a Tedeschini para ser seu representante nas celebrações do centenário em Lourdes.
Ele participou do Conclave de 1958, que resultou na eleição do Papa João XXIII. O cardeal Tedeschini morreu de câncer em Roma, aos 86 anos, deixando todo o seu patrimônio (mais de US $ 25 mil) para seus sobrinhos. Ele está enterrado na gruta da Basílica de São Pedro.